# Messini
Messini (Grieks: Μεσσήνη, Messini) of Messina is een stad in de regionale eenheid (periferiaki enotita) Messenië (Grieks: Μεσσηνία, Messinia), bestuurlijke regio (periferia) Peloponnesos. De stad werd in 369 v.Chr. door Epaminondas gesticht aan de voet van den berg Ithome, als hoofdstad van het bevrijde Messenië.

## Gemeentelijke herindeling (2011)
De acht deelgemeenten (dimotiki enotita) van de fusiegemeente zijn:
- Aipeia (Αιπεία)
- Androusa (Ανδρούσα)
- Aristomenis (Αριστομένης)
- Ithomi (Ιθώμη)
- Messini (Μεσσήνη), Nederlands: Messene
- Petalidi (Πεταλίδι)
- Trikorfo (Τρίκορφο)
- Voufrades (Βουφράδες)

## Geboren
- Ioannis Alevras (1912-1995), interim-president van Griekenland
- Loúis Tsátoumas (1982), verspringer

## Referentie
- art. Messene, in J.G. Schlimmer - Z.C. De Boer, Woordenboek der Grieksche en Romeinsche Oudheid, Haarlem, 19203, p. 404.